# South Salem (Ohio)
Pour les articles homonymes, voir South Salem.
South Salem est un village américain situé dans le comté de Ross, dans l’Ohio. Selon le recensement de 2010, sa population est de 204 habitants.